# ロスコルティホス駅

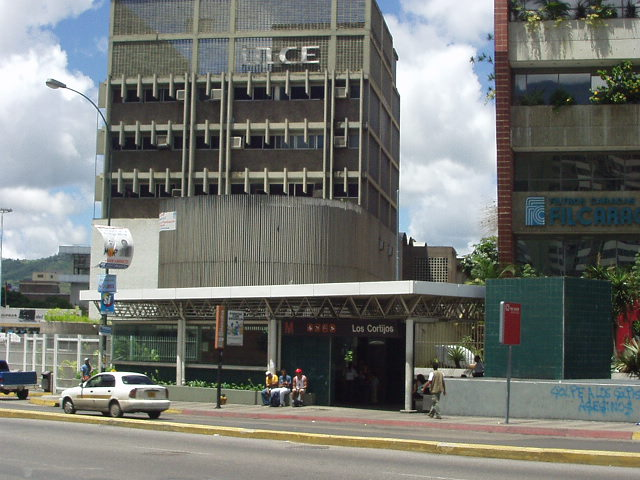
駅の出口 (2004年7月)

ロス・コルティホス駅（ロス・コルティホスえき、Estación Los Cortijos）はベネズエラのカラカスにあるカラカス地下鉄1号線の地下鉄駅である。ミランダ州スクレ市レオンシオマルティネス区に位置する。コルティホはスペイン語で「農場」を意味し、ロス・コルティホスはその複数形である。ロス・コルティホスを含めたカラカス盆地東部には、昔はコーヒーやサトウキビなどの農園が多かった。

## 駅の構造
地下2階が島式1面2線のホーム、地下1階が改札と切符売り場である。フランシスコ・デ・ミランダ通りの下、ロス・コルティホス大通りの北のつきあたりに位置し、出口はフランシスコ・デ・ミランダ通り沿いに4か所ある。

## 駅の周辺
フランシスコ・デ・ミランダ通り沿いに商店が連なる。周辺には中層集合住宅が多い。

## 歴史
- 1989年11月19日 1号線の延長により開業した。[1]

## 隣の駅
ロス・ドス・カミーノス駅 - ロス・コルティホス駅 - ラ・カリフォルニア駅